# Dragão volante
Dragão volante (draco volans) é o nome que em Portugal se dá a um meteoro com a forma de um dragão voador. Chama-se também dragão volante ao fogo aceso em nuvens enroscadas que por vezes faiscam e formam a figura de um dragão.